# Sergio Roitman
Sergio Roitman (Buenos Aires, Argentina; 16 de mayo de 1979) es un exjugador profesional de tenis. Ganó 10 títulos Challenger en individuales y 21 en dobles. El 28 de septiembre de 2009 anunció su retiro del circuito debido a una lesión crónica en el hombro derecho.

## Torneos ATP (2; 0+2)

### Individuales (0)

#### Clasificación en torneos del Grand Slam
| Torneo               | 2009 | 2008 | 2007 | 2006 | 2005 | 2004 | 2003 | Títulos |
| -------------------- | ---- | ---- | ---- | ---- | ---- | ---- | ---- | ------- |
| Abierto de Australia | -    | 1R   | 1R   | -    | -    | -    | -    | 0       |
| Roland Garros        | 1R   | 1R   | 1R   | 1R   | -    | -    | 1R   | 0       |
| Wimbledon            | 1R   | 1R   | 1R   | -    | -    | -    | -    | 0       |
| US Open              |      | 1R   | 1R   | -    | -    | -    | -    | 0       |
| Tennis Masters Cup   |      | -    | -    | -    | -    | -    | -    | 0       |

### Dobles (2)

#### Títulos
| Leyenda                |
| ---------------------- |
| Grand Slam (0)         |
| Tennis Masters Cup (0) |
| ATP Masters Series (0) |
| ATP Tour (2)           |

| N.º | Fecha               | Torneo    | Superficie    | Pareja           | Oponentes en la final               | Resultado  |
| --- | ------------------- | --------- | ------------- | ---------------- | ----------------------------------- | ---------- |
| 1.  | 17 de julio de 2000 | Ámsterdam | Tierra batida | Andrés Schneiter | Edwin Kempes Dennis van Scheppingen | 6-3 7-6(4) |
| 2.  | 16 de julio de 2001 | Umag      | Tierra batida | Andrés Schneiter | Ivan Ljubičić Lovro Zovko           | 6-2 7-5    |

## Torneos Challengers (30; 9+21)

### Individuales (10)

#### Títulos
| N.º | Fecha                    | Torneo          | Superficie    | Oponente en la final | Resultado   |
| --- | ------------------------ | --------------- | ------------- | -------------------- | ----------- |
| 1.  | 29 de julio de 2002      | San Petersburgo | Tierra batida | Andréi Stoliarov     | 7-6(3) 6-2  |
| 2.  | 24 de febrero de 2003    | Cherbourg       | Dura          | Rafael Nadal         | 6-3 5-7 6-4 |
| 3.  | 6 de julio de 2005       | Barcelona       | Tierra batida | Teimuraz Gabashvili  | 6-2 6-3     |
| 4.  | 29 de agosto de 2005     | Freudenstadt    | Tierra batida | Flavio Cipolla       | 7-5 6-4     |
| 5.  | 5 de noviembre de 2006   | Aracaju         | Tierra batida | Boris Pašanski       | 6-1 6-3     |
| 6.  | 13 de noviembre de 2006  | Guayaquil       | Tierra batida | Mariano Zabaleta     | 6-3 4-6 6-1 |
| 7.  | 4 de julio de 2007       | Prostějov       | Tierra batida | Florian Mayer        | 7-6(1) 6-4  |
| 8.  | 17 de septiembre de 2007 | Szczecin        | Tierra batida | Ivo Minář            | 6-2 7-5     |
| 9.  | 12 de noviembre de 2007  | Buenos Aires    | Tierra batida | Marcos Daniel        | 6-1 6-4     |
| 10. | 3 de noviembre de 2008   | Guayaquil       | Tierra batida | Brian Dabul          | 7-6(5) 6-4  |

#### Finalista (10)
| N.º | Fecha                   | Torneo          | Superficie    | Oponente en la final     | Resultado         |
| --- | ----------------------- | --------------- | ------------- | ------------------------ | ----------------- |
| 1.  | 14 de agosto de 2000    | Bressanone      | Tierra batida | František Čermák         | 7-5 4-6 1-6       |
| 2.  | 13 de agosto de 2001    | Brasilia-1      | Tierra batida | Gastón Etlis             | 5-7 3-6           |
| 3.  | 5 de abril de 2004      | San Luis Potosí | Tierra batida | Mariano Delfino          | 4-6 4-6           |
| 4.  | 3 de abril de 2006      | Aguascalientes  | Tierra batida | Juan Martín del Potro    | 6-3 4-6 3-6       |
| 5.  | 26 de junio de 2006     | Reggio Emilia   | Tierra batida | Olivier Patience         | 4-6 7-5 2-6       |
| 6.  | 7 de agosto de 2006     | San Marino      | Tierra batida | Albert Montañés          | 6-7(5) 7-6(5) 3-6 |
| 7.  | 16 de junio de 2008     | Brunswick       | Tierra batida | Nicolas Devilder         | 4-6 4-6           |
| 8.  | 28 de julio de 2008     | Graz            | Tierra batida | Jérémy Chardy            | 2-6 1-6           |
| 9.  | 10 de noviembre de 2008 | Medellín        | Tierra batida | Leonardo Mayer           | 4-6 5-7           |
| 10. | 24 de noviembre de 2008 | Lima            | Tierra batida | Martín Vassallo Argüello | 2-6 6-4 4-6       |

### Dobles (21)

#### Títulos
| N.º | Fecha                    | Torneo          | Superficie    | Pareja           | Oponentes en la final                   | Resultado          |
| --- | ------------------------ | --------------- | ------------- | ---------------- | --------------------------------------- | ------------------ |
| 1.  | 7 de agosto de 2000      | Sopot           | Tierra batida | Andrés Schneiter | Óscar Hernández Germán Puentes          | 6-4 6-2            |
| 2.  | 28 de agosto de 2000     | Budapest-2      | Tierra batida | Andrés Schneiter | David Miketa David Škoch                | 4-6 7-6(7) 6-1     |
| 3.  | 11 de septiembre de 2000 | Skopie          | Tierra batida | Enzo Artoni      | Dejan Petrovic Sebastián Prieto         | 7-5 5-7 6-3        |
| 4.  | 9 de abril de 2001       | San Luis Potosí | Tierra batida | Edgardo Massa    | Paul Hanley Nathan Healy                | 6-4 5-7 7-6(3)     |
| 5.  | 21 de mayo de 2001       | Budapest        | Tierra batida | Daniel Melo      | Jordan Kerr Damien Roberts              | 6-2 6-4            |
| 6.  | 26 de agosto de 2002     | Brindisi        | Tierra batida | Mariano Delfino  | Marc López Salvador Navarro             | 7-6(4) 6-7(3) 6-4  |
| 7.  | 9 de septiembre de 2002  | Budapest-2      | Tierra batida | Paul Baccanello  | Jan Frode Andersen Oliver Gross         | 6-4 6-7(5) 6-5 RET |
| 8.  | 23 de septiembre de 2002 | Maia            | Tierra batida | Sebastián Prieto | Paul Baccanello Todd Perry              | 6-4 6-4            |
| 9.  | 24 de marzo de 2003      | Barletta        | Tierra batida | Sebastián Prieto | Massimo Bertolini Giorgio Galimberti    | 6-3 3-6 6-3        |
| 10. | 30 de agosto de 2004     | Kiev            | Tierra batida | Albert Portas    | Ígor Kunitsyn Yuri Schukin              | 6-1 6-1            |
| 11. | 22 de noviembre de 2004  | Bogotá          | Tierra batida | Santiago Ventura | Richard Barker Frank Moser              | 7-5 6-4            |
| 12. | 23 de mayo de 2005       | Turín           | Tierra batida | Franco Ferreiro  | Francesco Aldi Alessio di Mauro         | 6-7(4) 7-5 7-6(2)  |
| 13. | 5 de septiembre de 2005  | Génova          | Tierra batida | Leonardo Azzaro  | Marco Pedrini Andrea Stoppini           | 6-1 6-4            |
| 14. | 12 de septiembre de 2005 | Budapest        | Tierra batida | Leonardo Azzaro  | Philipp Petzschner Lars Uebel           | 6-3 5-7 6-3        |
| 15. | 14 de noviembre de 2005  | Aracaju         | Tierra batida | Máximo González  | Carlos Berlocq Martín Vassallo Argüello | 6-4 6-7(7) 6-3     |
| 16. | 23 de enero de 2006      | Santiago        | Tierra batida | Máximo González  | Jorge Aguilar Felipe Parada             | 6-4 6-3            |
| 17. | 10 de abril de 2006      | Florianópolis   | Tierra batida | Máximo González  | Thiago Alves Julio Silva                | 6-2 3-6 10-5       |
| 18. | 7 de agosto de 2006      | San Marino      | Tierra batida | Máximo González  | Jérôme Haehnel Julien Jeanpierre        | 6-3 6-4            |
| 19. | 23 de octubre de 2006    | Montevideo      | Tierra batida | Máximo González  | Guillermo Cañas Martín García           | 6-3 7-6(5)         |
| 20. | 30 de noviembre de 2006  | Aracaju         | Tierra batida | Máximo González  | Thomas Behrend Marcel Granollers        | 7-6(6) 3-6 10-6    |
| 21. | 12 de mayo de 2008       | Burdeos         | Tierra batida | Diego Hartfield  | Tomasz Bednarek Dušan Vemić             | 6-4 6-4            |